# 한상민
한상민(1985년 3월 10일 ~ )은 대한민국의 전직 축구 선수이자 현 축구 지도자로 현역 시절 포지션은 미드필더였으며 현재 당진시민축구단의 감독을 맡고 있다.

## 선수 경력
조치원중학교와 천안제일고등학교를 거쳐 2004년 수원 삼성 블루윙즈에 입단한 뒤 경찰청 축구단을 통해 병역 의무를 해결했으며 전역 후 수원 소속으로 2008 시즌 팀의 우승을 맛보긴 했으나 대부분을 후보 선수로 보내다가 2009 시즌을 앞두고 옛 K3리그 소속팀인 예산 FC에 입단했다.
이적 후 반시즌 동안 9경기에서 3득점을 기록한 뒤 같은 해 7월 울산 현대로 이적했다가 1년 후 내셔널리그의 강호였던 울산 현대미포조선 돌고래에 입단했다.
입단 이후 반시즌 동안 9경기에서 1도움을 기록했고 2011년 인도네시아 리가 3의 페르세마 말랑에 잠시 몸 담았다가 2012년 당시 내셔널리그 소속팀인 경주 한국수력원자력에 입단해 5경기에 출전했다.
그 뒤 2013년 인도네시아 리가 1 소속팀인 페르셀라 라몽간에서 1시즌동안 활동하다가 2013 시즌을 끝으로 9년간의 선수 생활을 마무리했다.

## 지도자 경력

### 당진시민축구단
현역 은퇴 이후 당진 신평고등학교 축구부 코치로 2020년까지 7년간 팀을 이끌며 전국고등축구리그 3위, 충남축구협회장기 대회 우승 등의 준수한 성적을 낸 뒤 2021년 1월 K4리그 신생팀인 당진시민축구단의 감독으로 전격 부임하여 첫 시즌인 2021년 K4리그에서 리그 3위 및 차기 시즌 K3리그 승격을 이끌었다.
그리고 2022년 K3리그에서는 비록 16팀 중 최하위로 처진 뒤 승강 플레이오프에서 춘천시민축구단에 패하며 1시즌만에 K4리그로 강등되는 수모를 겪기도 했지만 이듬해에 열린 2023년 전국체육대회에서는 자신의 현역 시절 친정팀인 경주 한국수력원자력을 결승전 승부차기에서 꺾고 구단 역사상 첫 전국체전 금메달 획득을 이끌었다.